# 크리스토방 페레이라

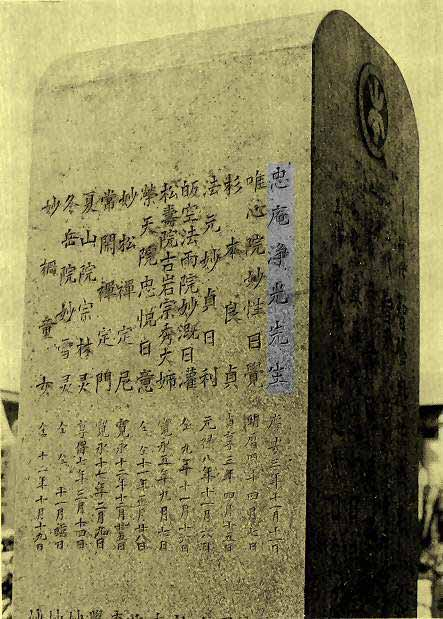
페헤이라는 사위인 스기모토 주케이의 가족 분묘지에 매장됐다.

크리스토방 페헤이라(Cristóvão Ferreira, 1580년 ~ 1650년 11월 4일)은 일본의 기독교 탄압 시기에 고문을 받은 후, 배교를 한 것으로 유명한 포르투갈 출신의 로마 가톨릭 사제이자 예수회 선교사이다. 일본에선 사와노 주안(沢野忠庵)으로 불렸다.

## 어린 시절과 경력
1580년 무렵 포르투갈 왕국의 토러스베드라스에서 태어난 페헤이라는 아시아로 보내져 에도 막부의 탄압속에서 일본 예수회의 수장이 되며 1609년부터 1633년까지 일본에서 선교 활동을 하였다.

## 배교
1633년에 페헤이라는 막부 정권에 붙잡혔고 5일간의 고문을 받은 후 기독교 신앙을 포기하였다. 그는 그 유명한 "배교 사제"가 되었고 그의 이름을 사와노 추안 (일본어: 沢野忠庵)로 개명하였다. 그는 일본의 법률에 따라 불교 사원에서 거주했으며, "선종파"라고 불렀고, 그가 택한 자연법의 철학에 관한 출판들로 증명하였다:
내가 세상을 둘러보면서 본 모든 것들은 자기들만의 본성과 가치를 타고났으며; 새나 짐승, 벌레나 생선, 풀이나 나무, 흙 또는 돌, 공기와 하늘, 각각의 이것들은 타고난 본질과 가치를 지녔다. 이 모든 것들은 자연의 작품이다. 인간은 모든 존재들의 꼭대기에 서있고 천국은 인간들이 관용, 정의, 예절, 현명함의 타고난 능력을 지니고 있다고 믿어졌다.

## 배교 이후 생애
배교 이후 그는 일본 여성과 혼인을 했고 서구의 천문학과 의학에 관한 논문 서적을 썼고, 이는 에도 시대 널리 퍼졌다. 그는 또한 1636년에 현위록(顕偽録, 속임을 드러냄)이라는 제목의 종교서적을 몰래 썼다고 주장되기도 하는데, 이는 300년간 발행되지 않았고 누가 저술했는지에 대한 논란이 있다. 그는 체포된 다른 예수회 사제들의 심문에 참여하기도 했다. 그는 기독교 신자로 의심받는 이들에게 예수 그리스도의 형상을 짓밟게하는 명령인 후미에를 사용할 때 자주 참석했다.

## 사망
1650년 나가사키에서 사망했다. 사망전 그는 그의 신앙을 버린 것을 철회하고 고문을 받고 순교한 것으로 보인다.

## 같이 보기
- 주세페 키아라